# Sikosaari (ö i Södra Savolax, Pieksämäki, lat 62,18, long 27,99)
Sikosaari är en ö i Finland. Den ligger i sjön Haukivesi och i kommunen Jorois i den ekonomiska regionen  Pieksämäki ekonomiska region  och landskapet Södra Savolax, i den södra delen av landet, 270 km nordost om huvudstaden Helsingfors. Öns area är 0,2 hektar och dess största längd är 50 meter i nord-sydlig riktning.